# Хаїм Аріав
Хаїм Аріав (івр. חיים אריאב; 13 серпня 1895, Ліда, Віленська губернія — 16 червня 1957, Тель-Авів) — ізраїльський громадський та політичний діяч. Депутат Кнесету 2-3-го скликань від партії загальних сіоністів. Мав псевдонім «Крупський Хаїм».

## Життєпис
Народився в сім'ї викладача івриту й засновника місцевого Хедера-Метукана Шломо Ар'є (Крупського), його матір Хаї Сара (Новопроцька). Отримав традиційну єврейську початкову освіту в хедері. У 1912 році репатріював до Ерец-Ісраелю з Російської імперії (у період єврейських погромів у Російській імперії, активності чорносотенців у 1905—1914 роки).
Закінчив гімназію «Герцлія» (під час навчання — був членом комісії «Ха-Дор Ха-Царі» та Союзу учнів). Після закінчення навчання зголосився добровольцем у турецьку армію (у період Першої світової війни). Пройшов навчання в офіцерській школі в Стамбулі. Служив викладачем у військовій школі в Дамаску. Після розкриття групи «Нілі» був затриманий і відправлений на фронт офіцером та перекладачем.
У 1919 році почав працювати в секретаріаті «Комітету делегатів», і з часом став секретарем цього комітету.
У 1925 році закінчив юридичну школу в Єрусалимі й отримав право займатися юридичною практикою.
У період від 1929 року до 1931 року працював на посаді секретаря з загальних питань Єврейського агентства в Єрусалимі, а потім до 1951 року — секретарем об'єднання селян, кібуців.
Протягом багатьох років брав участь у політичному русі Партії загальних сіоністів, був членом її виконавчого комітету і головою муніципального відділу «Об'єднання громадян». Був серед засновників і членом адміністрації газети «Ха-Бокер».
Депутат Кнесету 2-3-го скликань від політичної Партії загальних сіоністів. По смерті його місце члена законодавчої комісії та комісії з освіти і культури зайняв Клібанов Яків.